# Vlag van Tsjecho-Slowakije
De vlag van Tsjecho-Slowakije zag er hetzelfde uit als de huidige vlag van Tsjechië.
Toen Tsjecho-Slowakije op 1 januari 1993 werd opgesplitst in Tsjechië en Slowakije, bleef Tsjechië de Tsjecho-Slowaakse vlag gebruiken, terwijl Slowakije een nieuwe vlag aannam.

Vlag van Tsjecho-Slowakije, 1918-1919
Vlag van Tsjecho-Slowakije (1919-1920)
Vlag van Tsjecho-Slowakije (1920)
Vlag van Tsjecho-Slowakije (1920-1939)
Vlag van het Protectoraat Bohemen en Moravië (ongeveer gelijk aan het huidige Tsjechië) (1939-1945)
Vlag van de Eerste Slowaakse Republiek onder Duitse bezetting (1939-1945)
Vlag van Tsjecho-Slowakije (1945-1992) ?Huidige vlag van Tsjechië
?Huidige vlag van Slowakije

Vanaf de onafhankelijkheid in 1918 voerde Tsjecho-Slowakije een wit-rode vlag. Deze kleuren zijn afkomstig uit het oude wapen van Bohemen (een zilveren leeuw op een rood veld). De blauwe driehoek werd op 30 maart 1920 toegevoegd omdat de wit-rode tweekleur te sterk leek op de vlag van Polen en omdat zij dezelfde kleuren had als de vlag van Oostenrijk. Het blauw is afkomstig uit de vlag van Slowakije. De versie zonder blauw wordt nog gebruikt als vlag van Bohemen.
Tijdens de Tweede Wereldoorlog was Slowakije een Duitse vazalstaat, terwijl het Sudetenland krachtens het Verdrag van München bij Duitsland werd gevoegd. De rest van Tsjechië werd het Duitse Protectoraat Bohemen en Moravië. Dit protectoraat gebruikte een horizontale wit-rood-blauwe driekleur.
Na afloop van de Tweede Wereldoorlog werd de vlag van voordien (1920-1939) opnieuw in gebruik genomen.

## Presidentiële standaarden

?Vlag van de president van Tsjecho-Slowakije (1918-1939)
?Vlag van de president van het Protectoraat Bohemen en Moravië (1939-1945)
?Vlag van de president van de Eerste Slowaakse Republiek (1939-1945)
?Vlag van de president van Tsjecho-Slowakije (1945-1960)
?Vlag van de president van Tsjecho-Slowakije (1960-1990)
?Vlag van de president van Tsjecho-Slowakije (1990-1992)
?Vlag van de president van Tsjechië (1993-heden)
?Vlag van de president van Slowakije (1993-heden)